# 大門匡
大門 匡（だいもん たすく、1955年10月19日 - ）は、日本の裁判官。東京家庭裁判所所長などを経て、広島高等裁判所長官を務めた。

## 経歴
大阪府生まれ。徳島市立富田中学校、徳島県立城南高校を卒業後、京都大学法学部に進学。1979年、司法試験合格。1989年 から1991年まで大蔵省へ出向。1995年4月1日、最高裁判所事務総局家庭局第二課長。1998年4月1日、同 第一課長・広報課付。2000年4月1日、東京家庭裁判所判事。2002年4月1日、東京地方裁判所判事。2003年4月1日、東京地方裁判所部総括判事。2014年10月2日、千葉家庭裁判所所長。2016年2月21日、横浜家庭裁判所所長。2017年9月22日 、東京家庭裁判所所長。2018年8月30日、広島高等裁判所長官。2020年10月18日、退官。

## 主な裁判
- 1993年、山形マット死事件をきっかけとした少年法改正に貢献した[1]。
- 2007年5月31日 - 東京都世田谷区に住む事実婚の夫婦の間に生まれた無戸籍の子供の住民票を作成するよう、東京都世田谷区に命じた。